# Heterusia latissima
Heterusia latissima är en fjärilsart som beskrevs av Thierry-mieg 1894. Heterusia latissima ingår i släktet Heterusia och familjen mätare. Inga underarter finns listade i Catalogue of Life.